# Мэйси Грэй
Мэ́йси Грэй (англ. Macy Gray; настоящее имя — На́тали Рене́ Ма́кинтайр (англ. Natalie Renee McIntyre), род. 6 сентября 1967, Кантон, Огайо, США) — американская R&B и соул певица, автор-исполнитель, музыкальный продюсер и актриса, известная характерным приглушённым, надтреснутым голосом и манерой исполнения в стиле Билли Холидей.
По состоянию на 2017 год Грэй выпустила девять студийных альбомов, один сборник и один концертный альбом, а её пятый студийный альбом The Sellout, выпущенный 22 июня 2010 года, получил пять номинаций на премию «Грэмми». Она появилась в ряде фильмов, включая «Тренировочный день», «Человек-паук», «Очень страшное кино 3». Грэй также известна международным хитом «I Try», выпущенным в платиновом альбоме On How Life Is.

## Биография
Мэйси Грэй родилась 6 сентября 1967 года в Кантоне, Огайо, в семье Лауры Макинтайр, учителя математики, и Отиса Джонса. До 12 лет Мэйси работала в Зале футбольной славы, пока не была уволена за опоздание. Она решила продолжить свою карьеру после отчисления из академии «Вестерн резерв» в Хадсоне, Огайо, в котором она участвовала с 14 лет. Однако, первоначальный успех Грэй был неожиданностью. Во время учёбы в Университете Южной Калифорнии (окончила в 1990) она согласилась написать песню другу, а демо-сессия была запланирована для записи песни другим исполнителем. Когда вокалисту не удалось взять ноту, Грэй сама исполнила песню. Затем она встретила музыкального продюсера Джо Соло, который взял её на работу кассиром в Беверли-Хиллз. Вместе они написали большое количество песен и записали их в студии Соло. Демозапись предоставила возможность Грэй петь в джаз-кафе в Лос-Анджелесе, Калифорния. Несмотря на недовольство Грэй собственным голосом, Atlantic Records подписал с ней контракт. В 1998 году она подписала контракт с Epic Records. Грэй участвовала в записи песни «Love Won’t Wait» из альбома Behind the Front группы The Black Eyed Peas.

## Музыкальная карьера

### 1999 год:On How Life Is
Грэй работала над своим дебютным альбомом в 1999 году. Релиз On How Life Is летом 1999 года вызвал мировой успех. Несмотря на лидерство первого сингла «Do Something» в чартах, релиз второго сингла «I Try» сделал альбом Грэй успешным. «I Try» (который использовался в саундтреке фильма 1997 года «Портрет совершенства») был самым громким синглом в 1999 году, а последующие синглы «Still» и «Why Didn’t You Call Me» помогли альбому стать трижды платиновым в США, четырежды платиновым в Великобритании, и трижды платиновым в Канаде.
В 2001 году Грэй получила премию «Грэмми» в номинации «Лучшее женское вокальное исполнение» за песню «I Try», которая также была номинирована как «Лучшая песня года» и «Лучшая запись года». Затем она сотрудничала с Fatboy Slim, The Black Eyed Peas и Slick Rick (песня «The World Is Yours» вошла в саундтрек фильма «Час пик 2»), а также снялась в фильме «Тренировочный день». В августе 2001 года Грэй была освистана с поля «Pro Football Hall of Fame», забыв слова гимна США.

### 2001—2005:The IdиThe Trouble with Being Myself
18 сентября 2001 года вышел новый альбом Грэй, The Id. Он был записан совместно с Джоном Фрушанте и Эрикой Баду. Альбом занял одиннадцатое место в списке Billboard 200. Несмотря на неудачи в США, он занял первое место в UK Albums Chart и стал золотым по версии BPI. Крах в США, по сравнению с первым дебютным альбомом, возможно связано с тем, что он был выпущен через неделю после атак 11 сентября 2001 года. В 2002 году она снялась в фильме «Человек-паук» в роли самой себя и работала с Карлосом Сантаной над треком «Amoré (Sexo)», для альбома Shaman.
Также, в 2002 году она появилась на CD-сборнике в честь пионера нигерийских афропоп-исполнителей Фелы Кути. Она записала песню «Like the Sun» дуэтом с Дзуккеро и гитаристом Джеффом Беком в 2004 году. Её песня «Time of My Life» вошла в саундтрек фильма «Восьмая миля». Разрабатывался мультфильм на основе детства Грэй, но реализован так и не был.
В 2003 году Грэй выпустила свой третий студийный альбом, The Trouble with Being Myself, получивший восторженные отзывы. Сингл «When I See You» стал хитом в США и Великобритании, однако альбом не был столь хорошо принят поклонниками. Тем не менее он стал третьим в топ-рейтинге в Великобритании. Впоследствии был выпущен сборник хитов: The Very Best of Macy Gray (2004) и Live in Las Vegas (2005). Кроме того Грэй совместно с Маркусом Миллером записала для его альбома кавер-версию песни Принса, «Girls & Boys». Она также появилась в саундтреке к фильму «Чикаго», вместе с Куин Латифой и Lil’ Kim.

### 2007 год:Big. Возвращение в музыку
2007 год начался для Грэй со скандала на концерте в Барбадосе, где использовалась ненормативная лексика (которая была частью шоу), что явилось нарушением закона. Чтобы избежать ареста, Грэй принесла публичные извинения.
В марте Грэй выпустила свой четвёртый студийный альбом (шестой в целом), Big. Два сингла, «Finally Made Me Happy» и «Shoo Be Doo», вышли отдельно от альбома. Другой трек с альбома, «What I Gotta Do», вошёл в саундтрек мультфильма «Шрек Третий». Это в значительной степени продуманный альбом после четырёхлетнего перерыва Грэй. По сей день, по мнению некоторых критиков, этот альбом считается её самой лучшей работой. Этим сказалось сотрудничество с Натали Коул, Fergie, Джастином Тимберлейком и Will.i.am, которые были сопродюсерами альбома Грэй. Big стал вторым лейблом, выпущенным студией will.i.am Music Group, после альбома Fergie «The Dutchess».
Альбом был довольно успешен в США, где достиг #39 в Billboard 200. В Великобритании Big не достиг таких успехов, заняв #62 в чарте альбомов, но имел успех в Швейцарии, Чехии и Финляндии. 5 июля Грэй дала живой концерт на трансляции шоу канала Public Broadcasting Service. Были исполнены такие песни из Big, как «Finally Made Me Happy», «Shoo Be Doo», «Ghetto Love», «What I Gotta Do», «Glad You’re Here». 7 июля 2007 года Мэйси Грэй выступила на фестивале «Live Earth» в Копакабане, Рио-де-Жанейро, Бразилия. В 2008 году Мэйси начала новую кампанию под названием «Nemesis Jaxson», для раскрутки нового сингла, «Slap a Bitch».
В 2009 году записала песню «Don’Forget Me» для саундтрека фильма «Шопоголик». 9 сентября провела свой первый концерт в Болгарии.

### 2010 год:The Sellout
Пятый альбом Мэйси Грэй, The Sellout, вышел 22 июня 2010 года, хотя первоначально планировалось 18 мая. Было выпущено 11 000 копий, а сам альбом стал #38 в Billboard 200. Однако, на второй неделе он упал до #133.

### Другие работы
Грэй появилась в восьмом сезоне шоу «Покер со знаменитостями», играя за команду компании «Habitat for Humanity International». Она заняла третье место, уступив Робин Танни и Кристоферу Мелони, и обойдя Джой Бехар и Энди Дика.
В 2002 году она озвучила Зиэйх Оуэн в видеоигре «SSX Tricky». В этом же году она снялась в эпизоде фильма «Человек-паук» в роли самой себя. Для мультфильма Nickelodeon «Как говорит Джинджер» она исполнила песню, написанную Джаредом Фабером и Эмили Капнек. В 2008 году она появилась на Формуле-1 гран-при Бахрейна. Она заявила, что ей понравился гонщик команды «Хонда» Дженсон Баттон. В августе 2008 года Грэй исполнила песню «I Try» на фестивале в Лестере, Лондон. Также она исполнила кавер-версию песни Рода Стюарта «Da Ya Think I’m Sexy?», «Groove Is in the Heart» группы Deee-Lite и «Creep» рок-группы Radiohead. 28 сентября 2008 года Грэй спела Гимн США во время поднятия флага Израильского консульства в Лос-Анджелесе.

## Личная жизнь
С 1996 по 1998 год Грэй была замужем за Трейсом Хайндсом, от которого она родила троих детей: Эйэйниша (родился в 1994 году), Мел (декабрь 1994 года) и Кассия (родился в 1997 году). Во время предвыборной кампании поддерживала кандидатуру Барака Обамы и носила футболку с надписью «Барака Обаму в президенты!».

## Дискография
Студийные альбомы
- 1999 — On How Life Is
- 2001 — The Id
- 2003 — The Trouble with Being Myself
- 2007 — Big
- 2010 — The Sellout
- 2012 — Covered
- 2012 — Talking Book
- 2014 — The Way
- 2016 — Stripped
- 2018 — Ruby[66]

## Фильмография

### Кино
| Год  | Название                  | Оригинальное название       | Роль               |
| ---- | ------------------------- | --------------------------- | ------------------ |
| 2001 | Тренировочный день        | Training Day                | жена Сэндмена      |
| 2002 | Человек-паук              | Spider-Man                  | в роли самой себя  |
| 2003 | Очень страшное кино 3     | Scary Movie 3               | в роли самой себя  |
| 2003 | Банда в розах             | Gang of Roses               | убийца             |
| 2004 | Вокруг света за 80 дней   | Around the World in 80 Days | сонная француженка |
| 2004 | Молния в бутылке          | Lightning in a Bottle       | в роли самой себя  |
| 2005 | Ворон 4: Молитва грешника | The Crow: Wicked Prayer     | Карман             |
| 2005 | Война теней               | Shadowboxer                 | Нейша              |
| 2005 | Домино                    | Domino                      | Лашандра Дэвис     |
| 2006 | Моя жизнь в Айдлвайлде    | Idlewild                    | Тэффи              |
| 2010 | Для разноцветных девушек  | For Colored Girls           | Роуз               |
| 2012 | Газетчик                  | The Paperboy                | Анита / рассказчик |
| 2015 | Братская любовь           | Brotherly Love              | Миссис Тейлор      |
| 2016 | Папа                      | Papa                        | Агент Стерлинг     |

### Телевидение
| Год  | Название                        | Оригинальное название      | Роль                                                | Примечание                                                         |
| ---- | ------------------------------- | -------------------------- | --------------------------------------------------- | ------------------------------------------------------------------ |
| 2000 | Элли Макбил                     | Ally McBeal                | в роли самой себя                                   | «Hope and Glory» (3 сезон, 20 эпизод)                              |
| 2002 | Медики                          | MDs                        | Джес                                                | «Wing and a Prayer» (7 эпизодов)                                   |
| 2004 | Американская мечта              | American Dreams            | Карла Томас                                         | «Real-to-Reel» (2 сезон, 12 эпизод)                                |
| 2004 | Это так, ворон                  | That’s So Raven            | Ронда                                               | «Taken to the Cleaners» (3 сезон, 4 эпизод)                        |
| 2005 | Дак Доджерс                     | Duck Dodgers               | Дива (озвучивание)                                  | «Diva Delivery/Castle High» (2 сезон, 10 эпизод)                   |
| 2005 | Американский дракон: Джейк Лонг | American Dragon: Jake Long | бабушка Трикси Картер (озвучивание) / мисс Дженкинс | 1 сезон, 5 эпизод «Professor Rotwood’s Thesis» (1 сезон, 8 эпизод) |
| 2005 | Разыскивается                   | 1-800-Missing              | Клео                                                | «A Death in the Family» (1 сезон, 5 эпизод)                        |
| 2009 | Танцы со звёздами               | Dancing with the Stars     | в роли самой себя                                   | конкурсант                                                         |

## Награды и номинации
- Премия «Грэмми»

| Год  | Номинация работы | Награда                       | Результат |
| ---- | ---------------- | ----------------------------- | --------- |
| 2000 | Мэйси Грэй       | Лучший новый исполнитель      | Номинация |
| 2000 | «Do Something»   | Лучший исполнитель R&B        | Номинация |
| 2001 | «I Try»          | Лучший исполнитель поп-музыки | Победа    |
| 2001 | «I Try»          | Лучшая песня года             | Номинация |
| 2001 | «I Try»          | Лучшая запись года            | Номинация |

- American Music Awards
  - 2000 — Лучшая исполнительница жанра (поп/рок)
- BRIT
  - 2000 — Лучший международный новый исполнитель (победитель)
  - 2000 — Лучшая международная исполнительница (победитель)
- Billboard Awards
  - 2001 — Лучший рэп/хип-хоп клип года: «Request Line»
  - 2001 — Лучшая режиссура: «Request Line»
- MTV Video Music Awards
  - 2000 — Лучший новый исполнитель: «I Try» (победитель)
  - 2000 — Лучшая операторская работа: «Do Something» (победитель)
  - 2000 — Лучшее женское видео: «I Try»
  - 2000 — Лучший художник-постановщик: «I Try»
  - 2001 — Видео прорыв: «Geto Heaven Remix T.S.O.I.»
  - 2001 — Лучшее хип-хоп видео: «Request Line»
- Soul Train Music Awards
  - 1999 — Лучший R&B/соул альбом: «On How Life Is»